# Валя-Ротунде
Валя-Ротунде (рум. Valea Rotundă) — село у повіті Харгіта в Румунії. Входить до складу комуни Дялу.
Село розташоване на відстані 227 км на північ від Бухареста, 37 км на захід від М'єркуря-Чука, 138 км на схід від Клуж-Напоки, 86 км на північ від Брашова.

## Населення
За даними перепису населення 2002 року у селі проживали 88 осіб, усі — угорці. Усі жителі села рідною мовою назвали угорську.